# Kapitelsaal

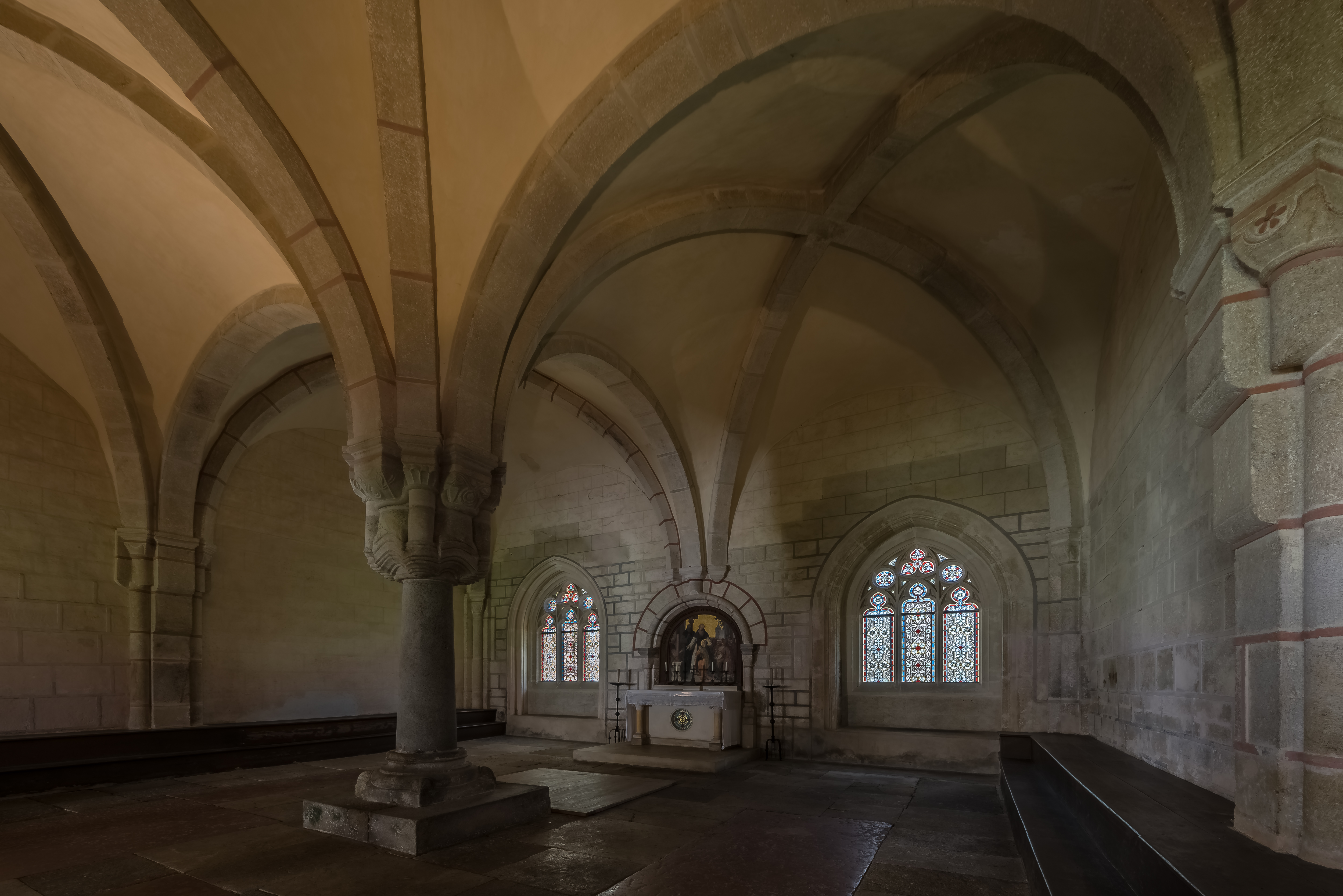
Kapitelsaal der Zisterzienserabtei Stift Zwettl

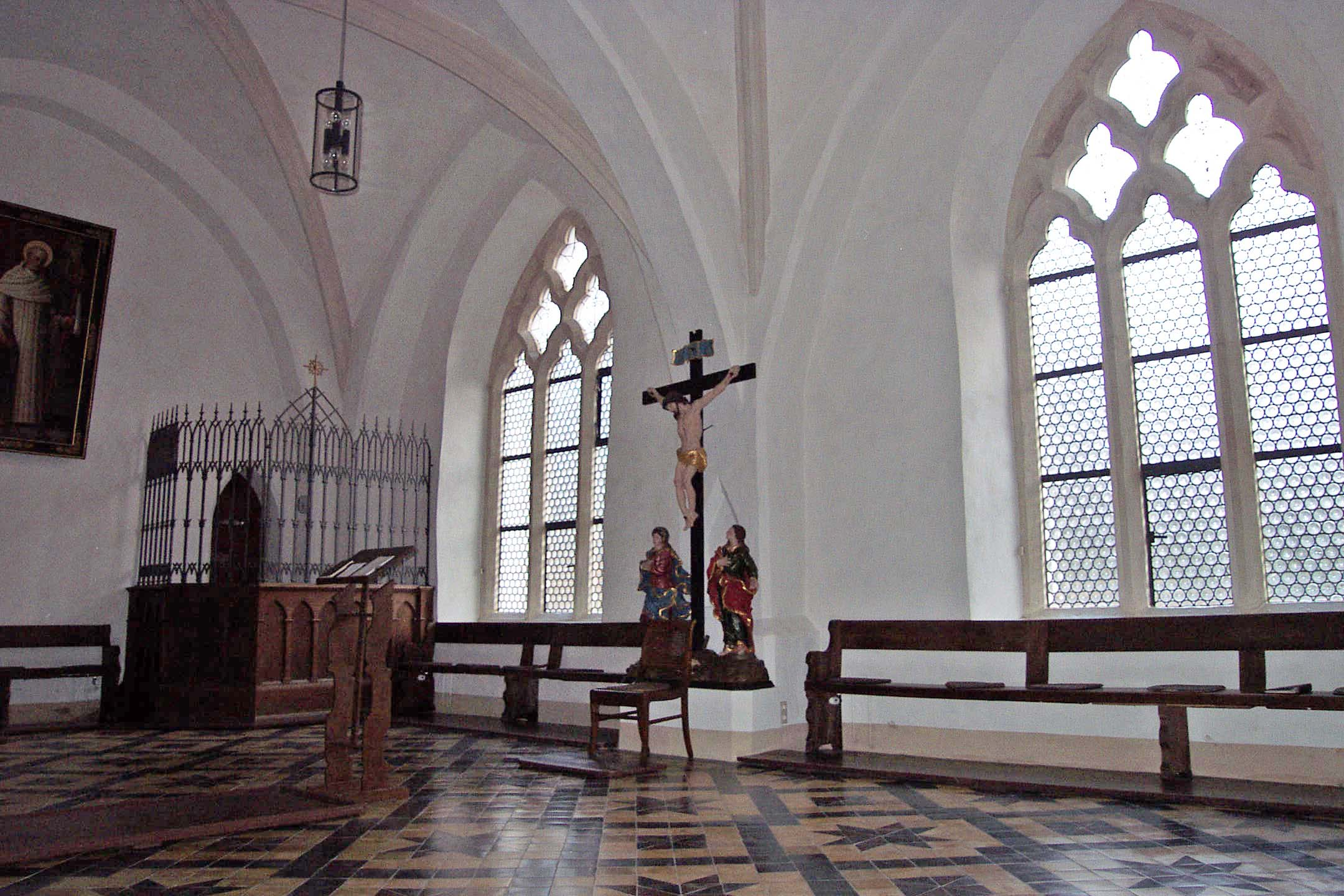
Kapitelsaal der Zisterzienserinnenabtei Marienstern

Der Kapitelsaal – kurz das Kapitel, manchmal auch Kapitelhaus – ist die Versammlungsstätte einer klösterlichen Gemeinschaft. Auch der Versammlungsraum eines Domkapitels und eines Kollegiatstifts wird als Kapitelsaal bezeichnet. Oft liegt der Kapitelsaal im Ostflügel der Klausur und ist vom Kreuzgang aus zu erreichen.

## Funktion
Der Begriff leitet sich her aus der Gepflogenheit von klösterlichen Gemeinschaften und gemeinsam lebenden Weltgeistlichen, ihre Versammlungen mit einer geistlichen Lesung eines Kapitels aus der Ordensregel oder aus den Schriften der Kirchenväter zu beginnen. Der Ort dafür wurde im Lauf der Zeit als Kapitelsaal bezeichnet. Dort fanden alltägliche wie auch herausgehobene nicht-liturgische Zusammenkünfte statt, in denen die Angelegenheiten der Gemeinschaft beraten wurden. Wichtige Lebensvollzüge der Gemeinschaft – etwa die Wahl eines neuen Abtes, die Aufnahme von Postulanten bzw. Kandidaten, die Einkleidung von Novizen oder die Ablegung der zeitlichen Profess – finden im Kapitelsaal statt. Daneben wird auch über die Schlichtung von externen oder internen Streitfällen, die Einteilung der klösterlichen Arbeiten, die Verwaltung der Geldmittel etc. beraten. Eine besondere Form des Kapitels war das Schuldkapitel. Besonders in der kalten Jahreszeit konnte auch das Stundengebet im Kapitelsaal stattfinden.
Im Kapitelsaal oder im angrenzenden Kreuzgang wurden nicht selten auch die Gründer oder wichtigen Förderer eines Klosters bestattet.

## Architektur

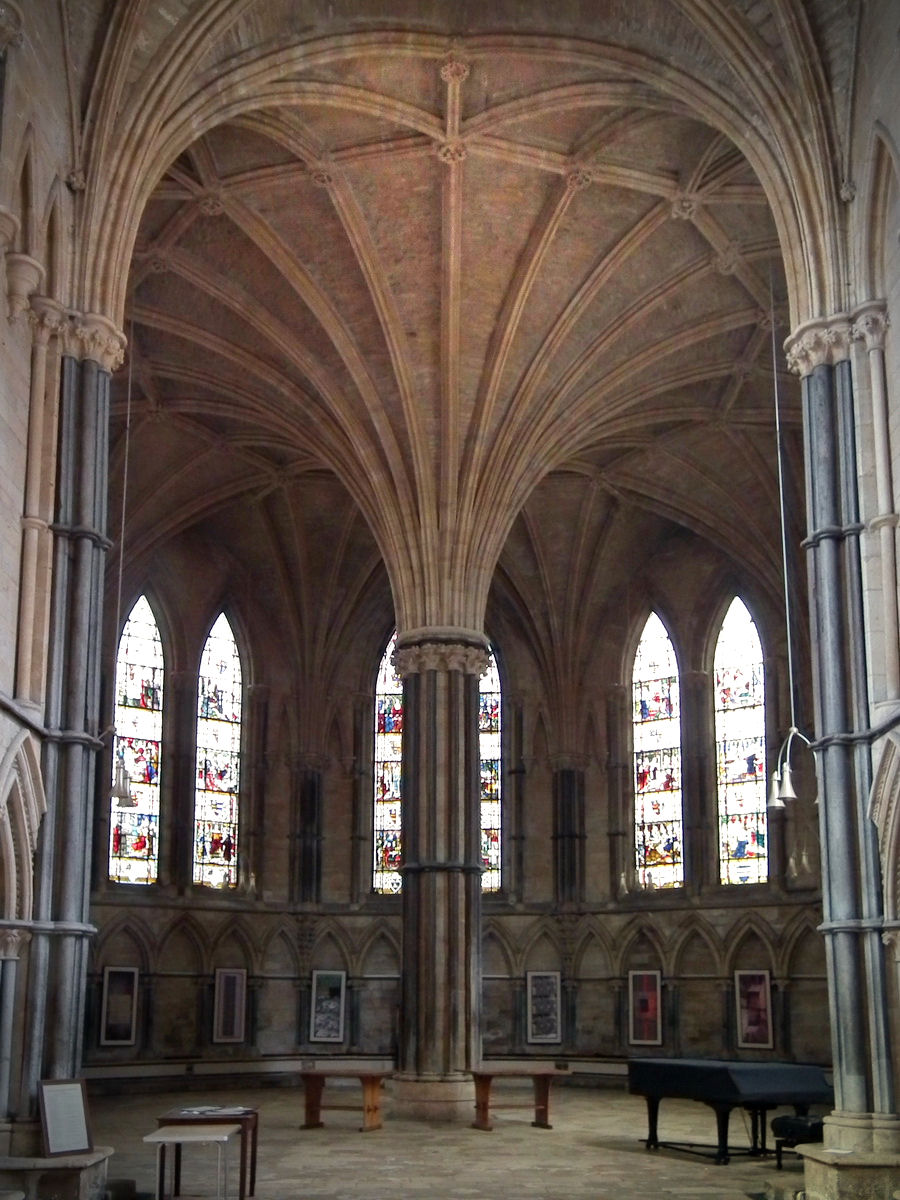
Lincoln Cathedral, Kapitelhaus

Nach Kirche und Kreuzgang gehören die Kapitelsäle zu den wichtigsten und repräsentativsten Räumlichkeiten einer Abtei und wurden entsprechend ausgestattet. Während auf dem europäischen Festland rechteckige Kapitelsäle mit zumeist zwei bis vier mittig platzierten Säulen mit aufruhendem Rippengewölbe vorherrschend waren, hat sich in englischen Klöstern die Tradition runder oder polygonaler Chapter Houses mit einer zentralen Säule herausgebildet; in seltenen Fällen konnte letztere auch entfallen, wodurch eine außergewöhnliche Raumwirkung entstand (York Minster).
Während die Raumhöhe in den freistehenden englischen Chapter Houses durchaus acht Meter und mehr erreichen konnte, waren die mittelalterlichen kontinentalen Kapitelsäle der Klöster mit Raumhöhen von vier bis fünf Metern vergleichsweise niedrig – über ihnen befand sich üblicherweise noch das Dormitorium der Mönche mit einem direkten Zugang zur Kirche. In der Barockzeit entstanden allerdings auch in den Klöstern Mittel- und Südeuropas hohe Kapitelsäle.
Mittelalterliche Kapitelsäle waren in der Regel nicht beheizbar; sie befanden sich jedoch oft neben dem Skriptorium bzw. Kalefaktorium, dem einzigen beheizbaren Raum eines Klosters. In seltenen Fällen finden sich noch steinerne Bänke an den Wänden des Kapitelsaales (z. B. Sénanque), doch wurden diese – aus gesundheitlichen Gründen – durch eine hölzerne Bestuhlung ersetzt; der Sitz des Klostervorstehers befand sich zumeist gegenüber dem Eingang.
Zu den bekanntesten Sälen zählt der Kapitelsaal der Kathedrale von Toledo.